# Riponjina jama
Riponjina jama je pećina u Bosni i Hercegovini.
Nalazi se na planini Grmeču sjeveroistočno od Bosanskog Petrovca, kod naselja Smoljana. Zbog potrebe posjedovanja alpinističke opreme temeljitije je istraživana tek od 2019. godine. Istraživanjem iz 2019. godine je utvrđeno da se prostire na više razina te su utvrđeni brojni pećinski ukrasi (speleoteme). Utvrđeni su stalagmiti visoki 9, a široki i do 13 metara. Tom prilikom je utvrđena prisutnost šišmiša i pećinskih insekata. Jedna je od 15 pećina i jama na Grmeču koje su 2021. godine istraživali domaći i strani speleolozi, speleoronioci i biolozi.